# Sphagnum falcatulum
Sphagnum falcatulum är en bladmossart som beskrevs av Bescherelle 1885. Sphagnum falcatulum ingår i släktet vitmossor, och familjen Sphagnaceae. Inga underarter finns listade i Catalogue of Life.